# Web Show Awards
I Web Show Awards sono stati una manifestazione organizzata dall'emittente televisiva La3, ormai chiusa, nella quale vengono premiati e celebrati i volti noti del web e gli artisti e performer di vario genere più famosi sui social, e in particolare, sulla piattaforma YouTube Italia. La serata, oltre ad andare in onda sul canale La3, viene trasmessa in streaming sul canale YouTube del programma e sul suo sito ufficiale.
La prima edizione della serata si è svolta al Palapartenope di Napoli il 18 dicembre 2013 con la conduzione di Jacopo Morini e la partecipazione di Frank Matano. La seconda edizione si è tenuta il 13 dicembre 2014 al Motor Show di Bologna ed è stata condotta, oltre che dai due presentatori dell'edizione precedente, anche da Alessandro Cattelan, noto conduttore di X Factor.
La terza edizione si è svolta a Roma il 5 Dicembre 2015 all'interno di Webland un evento di due giorni dedicato al mondo del Web alla Nuova Fiera di Roma.
La quarta edizione si è svolta a Milano nella sede di Blasteem il 1º dicembre 2016.

## Il programma
In una serata ad evento unico venivano premiati dai presentatori i migliori volti del web (in particolare youtubers, ma anche volti della musica o dello spettacolo molto famosi sui social) che ricevevano maggiori consensi e voti sul sito ufficiale da parte dei fan. Oltre all'evento unico che si teneva ogni anno a dicembre, il programma venne accompagnato durante i primi mesi dell'anno dal Web Night Show, una sorta di late-show alla David Letterman, in onda sia su La3 che sul web, dove il conduttore Jacopo Morini intervistava gli youtuber in studio scherzando con loro e intrattenendoli in diverse gag o scherzi divertenti, interagendo anche con il pubblico che commenta la live streaming su YouTube o su Twitter con l'hastag #WNS. Il programma nella sua striscia settimanale spaziava da vari generi, andando dagli youtuber più noti al pubblico passando per i gamers e raggiungendo gli youtuber d'oltreoceano. Molti ospiti si sono susseguiti tra le interviste, tra cui gli youtuber e i gamers più noti della comunità italiana.

## Edizioni
| Edizione | Data             | Sede             | Città   | Presentatori                                      |
| -------- | ---------------- | ---------------- | ------- | ------------------------------------------------- |
| 1ª       | 18 dicembre 2013 | Palapartenope    | Napoli  | Jacopo Morini con Frank Matano                    |
| 2ª       | 13 dicembre 2014 | Motor Show       | Bologna | Alessandro Cattelan, Jacopo Morini e Frank Matano |
| 3ª       | 5 dicembre 2015  | Webland          | Roma    | Tess Masazza, Jacopo Morini e Frank Matano        |
| 4ª       | 1º dicembre 2016 | Blasteem Factory | Milano  | Jacopo Morini                                     |

## Categorie
Gli utenti possono votare sul sito ufficiale il proprio youtuber o volto del web preferito. Essi si dividono in diverse categorie:
- Youtubers
- Gamers
- Make-up artist
- Personaggi trash
- Facebook Stars
- Revelations 2014
- Web Series

I generi e i premi vanno al miglior youtuber italiano in generale, al miglior youtuber in ambito videoludico, alla miglior make-up artist, al miglior personaggio trash della rete, alle star e i famosi su Facebook e agli youtuber rivelazione del 2014, oltre che alla migliore web-serie e ai migliori artisti musicali nati prima di tutto sul web.